# چارلز سیمیک
چارلز سیمیک (صربی: Душан "Чарлс" Симић(به انگلیسی: Charles Simic)؛ زادهٔ ۹ مهٔ ۱۹۳۸) شاعر، نویسنده، و مترجم اهل ایالات متحده آمریکا و ملک‌الشعرای مشاور کتابخانه کنگره در امر شعر است.
وی همچنین برنده جوایزی همچون کمک هزینه گوگنهایم شده است.
شعر سیمیک به خاطر سهولت درک، ابتکار و طنز آن معروف است.

## زندگی‌نامه

### کودکی
چارلز سیمیک، ملک الشعرا آمریکا، تا سن پانزده سالگی و پیش از نقل مکان به شهر نیویورک، و سپس شیکاگو، دوران کودکی بسیار سختی را در یوگسلاوی سابق سپری کرد؛ پس از مهاجرت به آمریکا و در سن پانزده سالگی بود که فراگیری زبان انگلیسی را آغاز کرد.
سیمیک در مصاحبه‌ای در ۹ اوت به USINFO گفت، «آنچه که تأثیر بسیار، بسیار بزرگی بر زندگی من داشته، تولد من در یوگسلاوی در سال ۱۹۳۸ بوده است؛ و سپس، در سال ۱۹۴۱، جنگ آغاز شد و سال‌های جنگ را در آنجا زندگی کردم، و بعد از آن در طول سال‌های پس از جنگ زیر سلطه کمونیسم زندگی کردم. سال‌های جنگ در یوگسلاوی جهنم محض بود.»
در سال ۱۹۵۳، سیمیک و مادر و برادرش توانستند به پاریس سفر کنند؛ آنها به مدت یک سال در این شهر ماندند. سپس برای پیوستن به پدر سیمیک به نیویورک، آمریکا، نقل مکان کردند. سیمیک اظهار داشت، «امکان آمدن به نیویورک در سال ۱۹۵۴، یک موقعیت خارق‌العاده بود. اروپا هنوز خاکستری و خالی از امید بود؛ هنوز هم خرابه‌ها در همه جا به چشم می‌خورد؛ ولی نیویورک خیلی خیره کننده بود. زمانی که کودک کم سن و سالی در یوگسلاوی بودم، عاشق موسیقی جاز بودم، و عاشق فیلم‌های سینمایی؛ بنابراین اینجا مثل بهشت بود.»
کمی بعد او، که نوجوانی ساکن شهر شیکاگو، ایلینوی بود، تصمیم گرفت نقاش شود.

### شعر و ادبیات
او می‌گوید، 
"نوشتن را در دوران دبیرستان آغاز کردم و سپس با اشخاصی آشنا شدم که نویسنده و شاعر بودند. در مورد شعر صحبت می‌کردیم و شعر می‌خواندیم. اولین شعرهایم را در سال ۱۹۵۹ در نشریه شیکاگو ریوی یو - که نشریه نسبتاً خوبی بود - به چاپ رساندم. به این ترتیب، پنج سال پس از ورودم به آمریکا اولین شعرم را چاپ کردم."
سیمیک گفت، «یک فرد مهاجر که زبان انگلیسی را در دوران نوجوانی یادمی‌گیرد، قدر همه چیز را می‌داند و هیچ مسئله‌ای را سرسری نمی‌گیرد. آن شخص متوجه تمام نکته‌های ریز زبان می‌شود؛ آن شخص متوجه نکته‌هایی در فرهنگ آمریکایی می‌شود که به گمان من یک فرد متولد آمریکا آنها را نمی‌بیند.»
با وجود اینکه سیمیک اولین کتاب شعرش را در سال ۱۹۶۷ چاپ کرد، تا چند سال پس از آن خود را به عنوان یک نویسنده جدی نمی‌گرفت. او اظهار می‌دارد، «اولین باری که متوجه شدم شعرهای من خوب و باارزش هستند در سال ۱۹۷۰ بود. در آن زمان در نیویورک سیتی زندگی و کار می‌کردم. در یک مجله عکاسی کار می‌کردم. بدون هیچ مقدمه‌ای، نامه‌های متعددی از کالج‌ها و دانشگاه‌ها مختلف به من رسید که در آنها از من دعوت شده بود برای تدریس نوشتن خلاق و ادبیات به آنجا بروم. من تصمیم گرفته بودم که بقیه عمرم را در نیویورک ستی بگذرانم و در شغل‌های مختلف کار کنم، ولی در کمال تعجب من این پیشنهادها همچنان ادامه داشت.»
در سال ۱۹۷۱، سیمیک شغل تدریس را در کالج ایالتی کالیفرنیا در شهر هیوارد پذیرفت. در سال ۱۹۷۳ به دانشگاه نیوهمپشر نقل مکان کرد و تا زمان بازنشستگی در آنجا به کار تدریس پرداخت.

### ملک‌الشعرای آمریکا
انتخاب وی به عنوان پانزدهمین ملک الشعرا آمریکا در روز ۲ اوت توسط کتابخانه کنگره اعلام شد. در همان روز، آکادمی شعرای آمریکا جایزه والاس استیونز به مبلغ ۱۰۰٫۰۰۰ دلار را به خاطر «مهارت خارق‌العاده و به اثبات رسیده در هنر شعر» به وی اهدا کرد.
جیمز اچ. بیلینگتون، کتابدار کنگره، در زمان اعلام انتصاب سیمیک به این سمت اظهار داشت: «حوزه تخیل چارلز سیمیک کاملاً در تشبیهات ادبی خیره کننده و غیرعادی او مشهود است. او از زبان مانند یک استاد کار بسیار ماهر استفاده می‌کند، با اینحال شعرهایش بسیار قابل درک، و معمولاً متفکرانه و شگفت‌انگیز است. او مجموعه‌ای غنی و بسیار مرتب از اشعار با ایماهایی از تاریکی و تشعشع‌هایی از طنز کنایه دار برای ما فراهم کرده است.»

سمت «ملک‌الشعرای مشاور کتابخانه کنگره در امر شعر» که از روی الگوی مشابه انگلیسی آن گرفته شده است، در سال ۱۹۸۶ ایجاد شد. این سمت در گذشته به شاعران برجسته‌ای چون رابرت پن وارن، ریچارد ویلبر، دبلیو. اس. مروین، مارک استرند، ریتا داو و جوزف برودسکی، برنده روسی تبار جایزه نوبل، تعلق داشته است. از سال ۱۹۳۷ تا ۱۹۸۶، این سمت تحت دو عنوان جداگانه وجود داشت.

به گفته کتابخانه کنگره، ملک الشعرا «به دنبال ارتقاء آگاهی ملی برای لذت بیشتر از خواندن و سرودن شعر است.» ولی به گفته سیمیک، این سمت «هر چیزی است که خود شما بخواهید از آن بسازید.» سیمیک این دریافت را که یک شاعر نقشی به غیر از «سرودن اشعار خوب دارد» مردود می‌شمارد. هر بار که از او دربارهٔ نقش یک شاعر سؤال می‌شود، او به یاد کمونیست‌ها و «سیاست فرهنگی» آنها می‌افتد.
سیمیک گفت، «آنها همیشه وظیفه و نقش‌های مختلفی برای نویسندگان و شاعران تعیین می‌کردند. شعر نماینده شعر است. صدای هر شاعر متعلق به خود اوست. اگر یک مرد شاعر خوبی باشد یا اگر یک زن شاعر خوبی باشد، بیشترین چیزی که اهمیت دارد این است که کارش را خوب انجام دهد یعنی این همان درستی و امانتی است که به همراه انجام هر کاری می‌آید.»

سیمیک اظهار داشت، امروزه مخاطبان شعر در آمریکا «محشر» اند، و این امر از زمان شاعران نسل بیت در سال‌های ۱۹۵۰ و ۱۹۶۰ تا کنون ادامه داشته است. «خواندن شعر طرفداران بسیار، بسیار زیادی در همه جا پیدا کرده است، به همین دلیل هیچ دانشگاه یا مرکزی را در این کشور پیدا نمی‌کنید که برنامه‌های شعر به شکل مرتب نداشته باشد. مردم به رفتن به جلسه‌های شعرخوانی عادت کرده‌اند. مخاطبان شعر در آمریکا بسیار زیاد هستند.»
سیمیک می‌گوید که او سنت نویسندگان و شاعران نیوانگلند از جمله امیلی دیکنسون، رابرت فراست و والاس استیونز را در نوشته‌هایش دنبال می‌کند، و «از نظر فلسفی نیز خود را بسیار نزدیک به نویسندگان همان منطقه مانند ناتانیل هاوثورن و رالف والدو امرسون یا دیوید هنری تورو یعنی همه شاعران بد خلق می‌بیند.»

او جایزه‌های بسیاری را، از جمله جایزه پولیتزر و «جایزه نوابغ» از بنیاد مک آرتور ربوده است.
او همچنین جایزه‌های مهمی را برای ترجمه‌های متعددش از شعرهایی به زبان فرانسه، صربی، و کرواتی، مقدونیه‌ای و اسلوونیایی به دست آورده و در حال حاضر مشغول بازبینی و گسترش گلچین گزیده‌های اشعار صربی است. به خاطر این کار جایزه آکادمی شاعران آمریکا را در سال ۱۹۹۳ به خود اختصاص داده است.